# Bridgmanite
La bridgmanite,,, une pérovskite silicatée, est le minéral le plus abondant sur Terre, et le principal minéral du manteau inférieur terrestre.

## Désignation

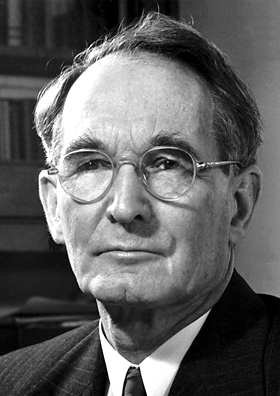
Percy Williams Bridgman en 1946 en science

La bridgmanite a été ainsi nommée en hommage au physicien américain Percy Williams Bridgman, Prix Nobel de physique en 1946. Ce nom, proposé en mars 2014 par Chi Ma et Oliver Tschauner, a été approuvé le 2 juin 2014 de la même année par l'Association internationale de minéralogie.

## Découverte
Bien que la bridgmanite ait été synthétisée pour la première fois en 1974 en laboratoire à partir de grenats mis sous très haute pression, elle n'a été découverte à l'état naturel qu'en 2009 dans la veine de choc d'un échantillon de la météorite de Tenham.

## Propriétés
Le minéral possède une structure orthorhombique de type pérovskite.

## Abondance
La bridgmanite représente environ 38 % des roches terrestres. Toutefois, elle n'est présente que dans le manteau inférieur.

## Formation
Le minéral se forme sous des pressions supérieures à 20 gigapascals. C'est pour cette raison qu'on le trouve parfois à des points d'impact météoritiques.